# Gustav Bachmann

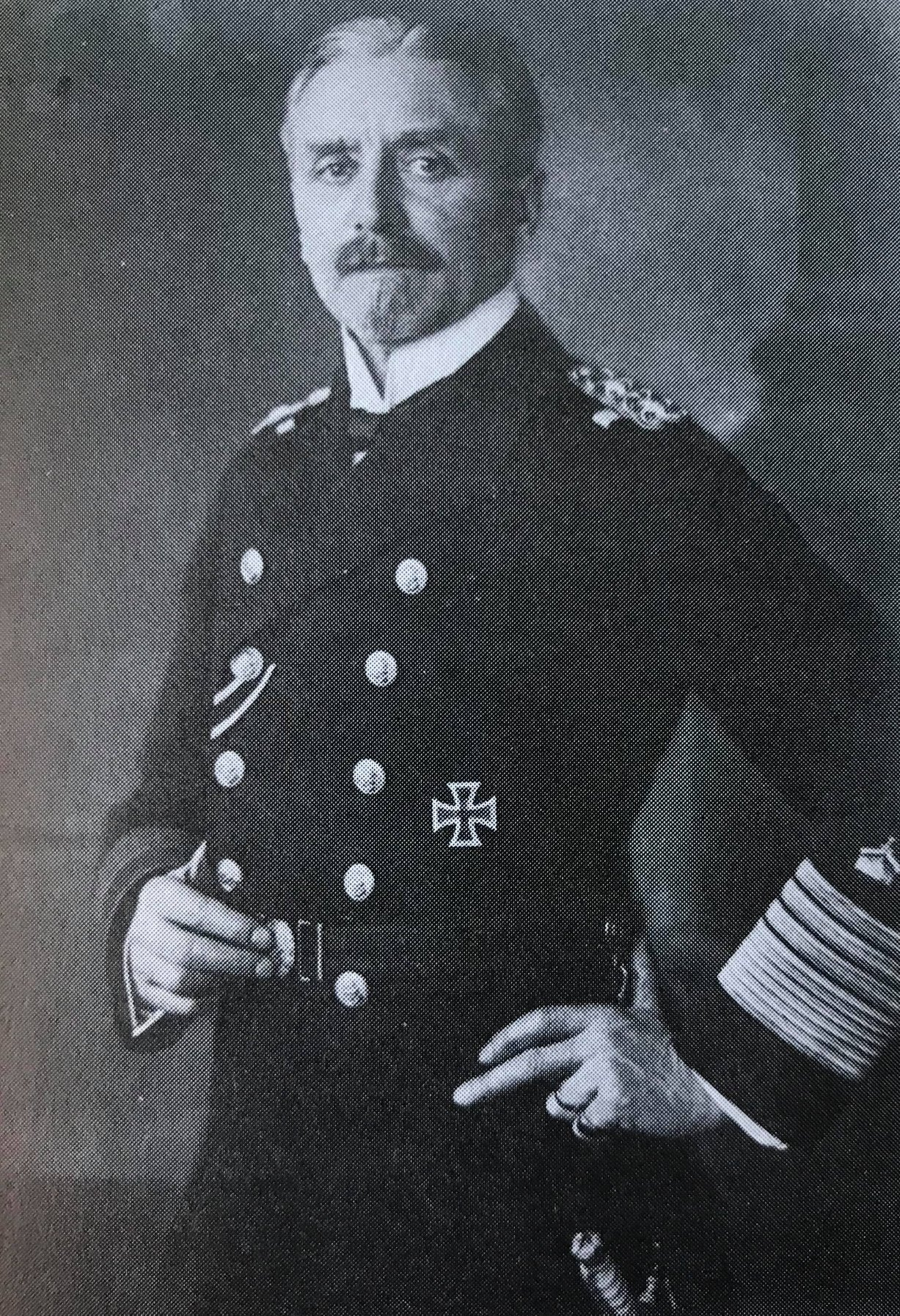
Gustav Bachmann

Gustav Ernst Carl Franz Bachmann (* 13. Juli 1860 in Cammin (bei Rostock); † 31. August 1943 in Kiel) war ein deutscher Admiral im Ersten Weltkrieg.

## Leben

### Familie
Gustav Bachmann war der Sohn des Landwirts (Otto) Julius Bachmann (1828–1890) und dessen Frau Amalie, geborene Raspe (1830–1914). Er verheiratete sich am 14. Juli 1888 in Kassel mit Marie Elisabeth, genannt Ella Holzapfel (1865–1945) aus New York. Aus der Ehe gingen ein Sohn und eine Tochter hervor. Der Sohn ist der spätere Kapitän zur See Herbert Bachmann, Admiral der norwegischen Nordküste. Ein Enkel ist Jörn-Ulrich Bachmann.

### Militärkarriere
Nach dem Besuch der Großen Stadtschule in Rostock trat Bachmann am 21. April 1877 als Kadett in die Kaiserliche Marine ein. Bis 1882 absolvierte er die Grundausbildung und fuhr vom 21. April bis 19. September 1877 auf der Segelfregatte Niobe. Weitere Ausbildung folgte auf dem Artillerieschulschiff Renown und der Panzerfregatte König Wilhelm. Vom 20. September 1877 bis 14. April 1878 besuchte er die Marineschule. Am 16. Juni 1878 wurde Bachmann zum Seekadetten befördert.
Vom 4. Juni bis 3. Oktober 1878 diente er auf der Panzerfregatte Preußen und vom 4. Oktober 1878 bis zum 6. Oktober 1880 auf der Gedeckten Korvette Prinz Adalbert. Nach einem erneuten Besuch der Marineschule vom 7. Oktober 1880 bis 29. Oktober 1881 war er bis zum 21. Dezember 1881 auf dem Artillerieschulschiff Mars und daran anschließend als Kompanieoffizier tätig; am 16. November 1880 war er zum Unterleutnant zur See befördert worden. In den Jahren 1880 bis 1884 war er in der II. Matrosen-Division, der II. Werftdivision sowie auf den Panzerfregatten Kronprinz, Friedrich Carl und Preußen eingesetzt.
Am 18. Mai 1884 wurde er Kommandant des Torpedobootes Sicher. Bis Ende September war er auf weiteren Probefahrten von Torpedobooten als deren Kommandant tätig. Vom 4. Oktober 1884 bis 9. August 1886 fuhr Bachmann als Wachoffizier auf der Kreuzerfregatte Bismarck. In diese Zeit fiel am 15. Januar 1885 seine Beförderung zum Leutnant zur See. Nach dem Dienst auf der Bismarck war Bachmann in der II. Matrosen-Division und als Wachoffizier auf der Kreuzerfregatte Arcona eingesetzt. Vom 1. Januar 1887 war er als Adjutant zunächst in Berlin (bis April 1887) und dann bis 5. Oktober 1890 an der Kaiserlichen Werft Wilhelmshaven tätig.
Ab Oktober 1890 besuchte Bachmann die Marineakademie in Kiel. Er wurde am 13. Oktober 1891 zum Kapitänleutnant, am 21. Mai 1898 zum Korvettenkapitän und am 27. Januar 1903 zum Fregattenkapitän befördert. Er war in verschiedensten Kommandos und Stäben eingesetzt, so von April 1901 bis April 1903 in Ostasien als Chef des Stabes des Kreuzergeschwaders.
Von Oktober 1903 bis 29. September 1905 war Bachmann als Lehrer an der Marineakademie tätig und wurde hier am 1. April 1904 zum Kapitän zur See befördert. Vom 30. September 1903 bis 30. September 1907 war er Kommandant des Linienschiffes Elsass und wurde danach Vorstand der Zentralabteilung des Reichsmarineamtes unter Admiral Alfred von Tirpitz. Er blieb in dieser Funktion bis zum 31. Oktober 1910 und wurde in dieser Zeit am 27. Januar 1909 zum Konteradmiral und am 5. September 1911 zum Vizeadmiral befördert.
An die Zeit im Reichsmarineamt anschließend wurde Bachmann Befehlshaber der Aufklärungsschiffe der Hochseeflotte und blieb dies bis zum 30. September 1913. Nach einem Einsatz beim Chef der Marinestation der Ostsee vom 1. Oktober 1913 bis zum 22. Juli 1914 war er ab 23. Juli 1914 kommissarisch und ab 2. August 1914 hauptamtlich als Chef der Marinestation eingesetzt. Zugleich war er Gouverneur des Reichskriegshafens Kiel.
Am 2. Februar 1915 wurde Bachmann Chef des Admiralstabes. Am 22. März 1915 folgte die Beförderung zum Admiral. Bereits am 5. September 1915 musste Bachmann den Posten des Admiralstabschefs wieder räumen. Klaus Kuhl kommt in seiner 2023 vorgelegten Präsentation und Analyse der Berichte von Bachmann und anderen führenden Seeoffizieren in Kiel zu dem Ergebnis, dass der Kaiser von Bachmanns völlig unflexibler Haltung in der U-Bootfrage entnervt war (Bachmann widersetzte sich der Einschränkung des U-Boot-Krieges, obwohl die USA nach der Versenkung der Lusitania mit Kriegseintritt drohte). Er wurde auf das „Abstellgleis Kiel“ abgeschoben.

## Kieler Matrosenaufstand
Er wurde wieder Chef der Marinestation der Ostsee und Gouverneur des Reichskriegshafens Kiel. Den Anordnungen eines Gouverneurs hatten sich auch alle zivilen Einrichtungen zu fügen. Dirk Dähnhardt schreibt, dass Bachmann sich bei den während des Krieges immer weiter anwachsenden Streikbewegungen um eine Entschärfung der Situation bemühte. Andererseits aber sperrte er sich gegen Verhandlungen mit dem Vorsitzenden des Gewerkschaftskartells Garbe und anderen Vertretern der Arbeiterbewegung. Damit habe Bachmann eine wachsende Konfrontation zwischen Arbeiterschaft und Obrigkeit provoziert.
Im militärischen Bereich hatte Bachmann seit 1917 wiederholt scharfe Kritik am Verhalten seines Offizierskorps geübt: Viele Offiziere wären nicht geeignet, ihren Untergebenen ein positives Beispiel zu bieten, im Gegenteil hätten sie mit ihrem Verhalten die Kluft vertieft. Bachmann forderte Änderungen ein. Doch Kuhl schreibt, dass weder seine Offiziere (Vizeadmiral Otto Wurmbach erwähnt dies nicht einmal in seinem Bericht über die Ereignisse) noch Bachmann selbst die Warnungen ernst nahmen. Denn als sich Ende Oktober 1918 Konteradmiral Karl Seiferling mit deutlichen Warnungen einer bevorstehenden Meuterei meldete, erklärte ihn Bachmann kurzerhand für „überspannt“, statt die Maßnahmen zu ergreifen, die er später seinem Nachfolger vorschlug.
Als der Kaiser Ende September 1918 zu seinem letzten Besuch in Kiel erschien, entschied er, Bachmann nun endgültig und schnellstmöglich aus dem Dienst zu entfernen. Man hielt ihn offenbar nicht für fähig, die kommenden Unruhen zu meistern. Dies bestätigte auch Wurmbach. Am 30. Oktober 1918, vier Tage vor Ausbruch des Kieler Matrosen- und Arbeiteraufstands, übergab Bachmann die Geschäfte an seinen Nachfolger Admiral Wilhelm Souchon.
Obwohl Bachmann sich als ungeeignet erwiesen hatte, den Unruhen vorzubeugen, hielt ihn dies nicht davon ab, seinen Nachfolger Souchon zu belehren, wie dieser mit der Situation umzugehen habe. Kuhl wertet dies als Versuch, von seinen Versäumnissen ablenken und die Schuld auf Souchon schieben.
Nach dem erfolgreichen Matrosen- und Arbeiteraufstand brachte Bachmanns Frau den Weinvorrat aus ihrer Wohnung in Sicherheit und Bachmann selbst tauchte auf dem Gut Sophienhof bei Preetz unter, weil er befürchtete, vom Soldatenrat verhaftet zu werden.
Vom 28. Oktober 1918 bis 13. Dezember 1918 unterstand Bachmann dem Staatssekretär des Reichsmarineamtes und schied anschließend aus dem Dienst aus.
Nach seinem Aufenthalt in Preetz zog er zunächst nach Göttingen und kam später zurück nach Kiel, wo er mit 83 Jahren starb.

## Auszeichnungen
- Roter Adlerorden I. Klasse mit Eichenlaub und Schwertern[9]
- Königlicher Kronen-Orden (Preußen) II. Klasse mit Stern[9]
- Ritterkreuz des Königlichen Hausordens von Hohenzollern[9]
- Eisernes Kreuz II. und I. Klasse[9]
- Preußisches Dienstauszeichnungskreuz[9]
- Militärverdienstorden (Bayern) I. Klasse mit Schwertern[9]
- Hanseatenkreuz Hamburg[9]
- Militärverdienstkreuz (Mecklenburg)[9]
- Ehrengroßkomtur des Oldenburgischen Haus- und Verdienstordens des Herzogs Peter Friedrich Ludwig[9]
- Friedrich-August-Kreuz I. Klasse[9]
- Großkreuz des Albrechts-Ordens mit goldenem Stern und Schwertern[9]
- Komtur I. Klasse des Herzoglich Sachsen-Ernestinischen Hausordens[9]
- Ehrenkreuz III. Klasse des Lippischen Hausordens[9]
- Großkreuz des Friedrichs-Ordens mit Schwertern[9]